# Villa Dürerstraße 7 (Radebeul)
Die Villa Dürerstraße 7 liegt im Stadtteil Kötzschenbroda der sächsischen Stadt Radebeul.

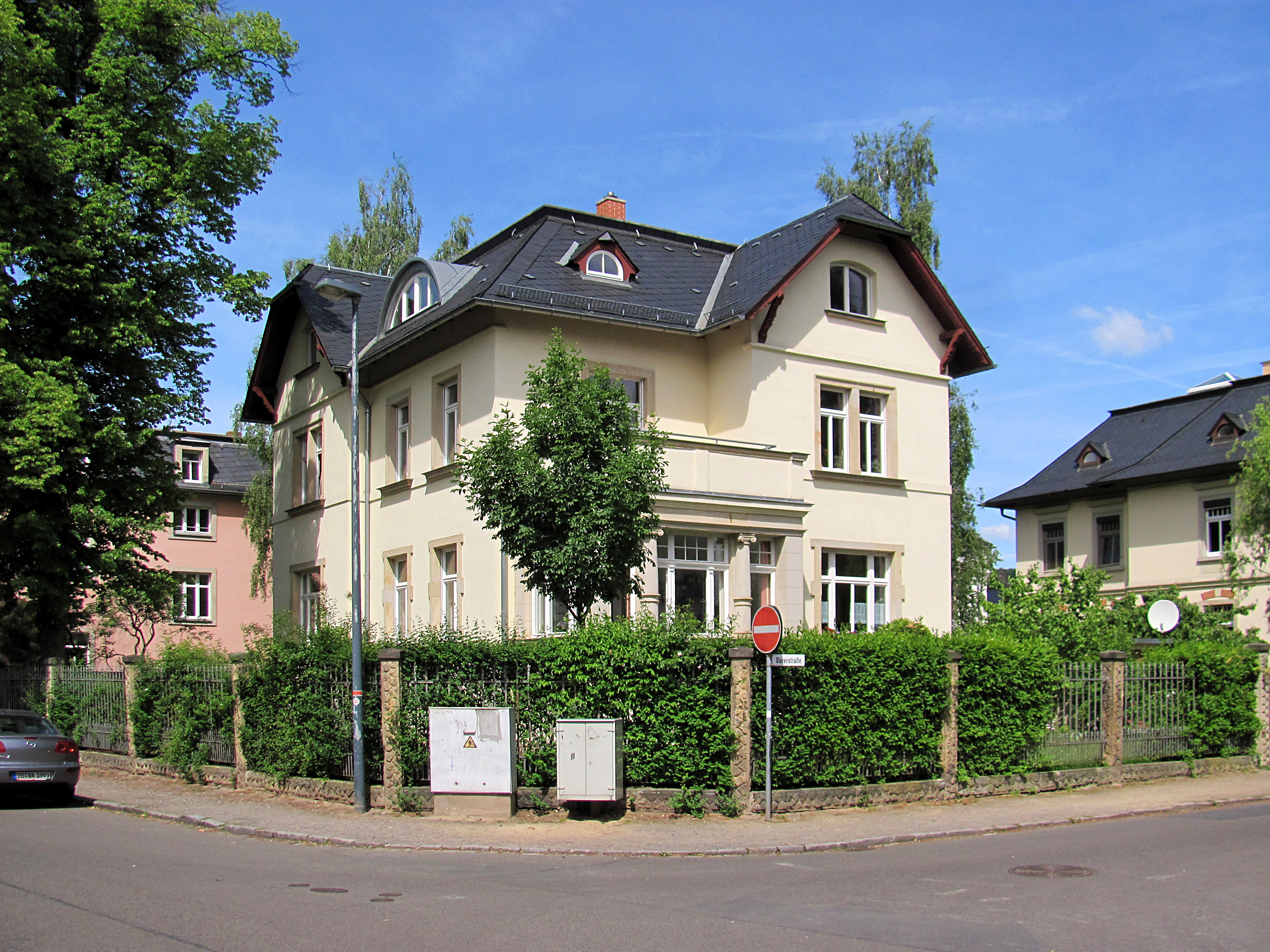
Villa Dürerstraße 7, rechts die Nr. 5

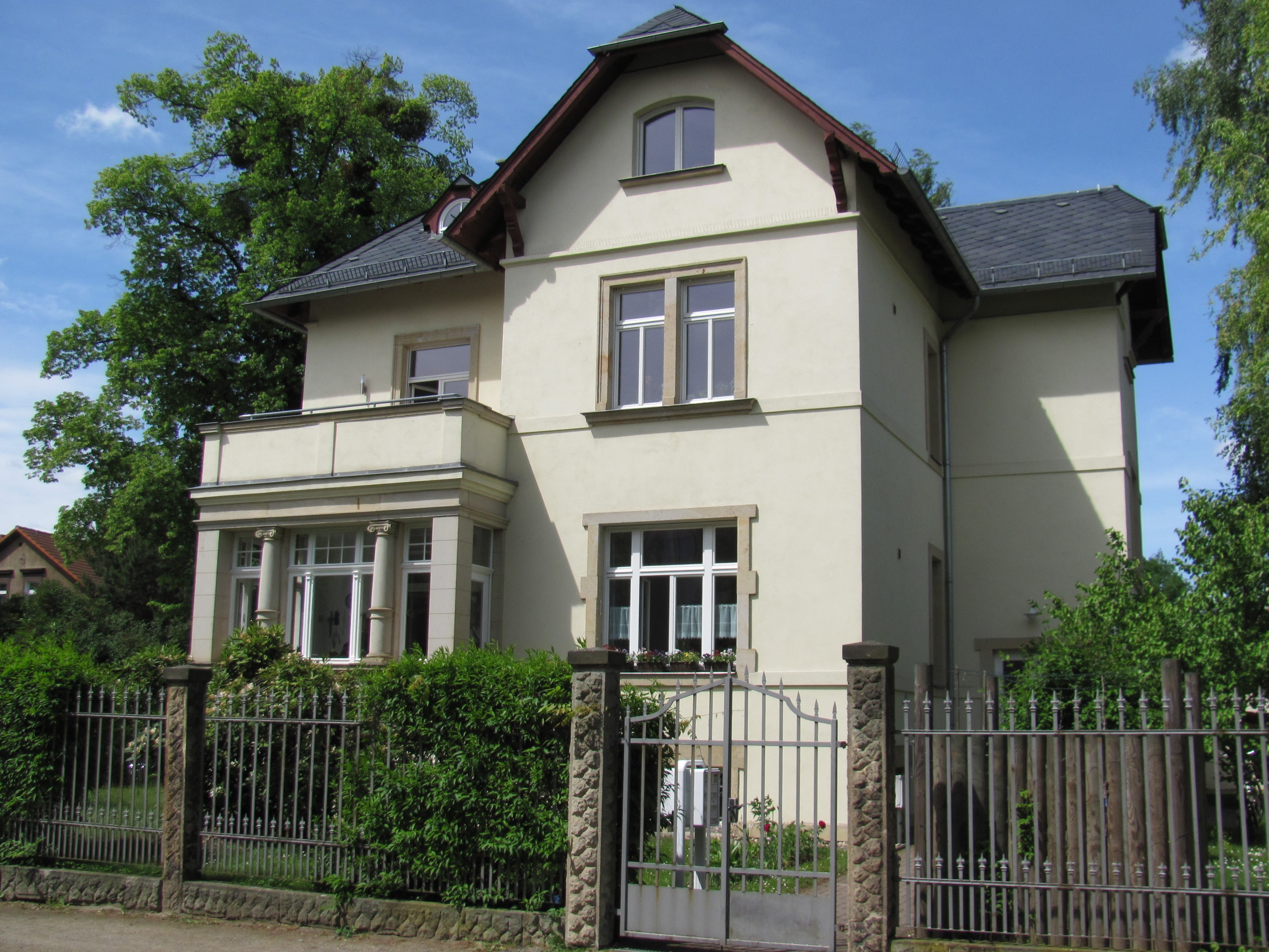
Villa Dürerstraße 7

## Beschreibung
Das mit der Einfriedung denkmalgeschützte Wohnhaus, auch als Mietvilla beschrieben, steht auf einem Eckgrundstück zur Bernhard-Voss-Straße. Der zweigeschossige Bau mit leicht unregelmäßigem Grund- und Aufriss hat ein überkragendes, verschiefertes Plattformdach.
In der rechten Hauptansicht (zur Dürerstraße) steht rechts ein Seitenrisalit mit einem Krüppelwalm, im Giebel ein kleineres Fenster mit Segmentbogenabschluss. Vor der Rücklage links zur Straßenecke hin steht ein säulengeschmückte Veranda mit Austritt obenauf. Darüber im Dach findet sich eine kleine Dreiecksgaube. In der rechten Seitenansicht (nach Norden hin) steht hinten an der Gebäudekante ein Treppenhausanbau zur Erschließung der Geschosse, obenauf ebenfalls mit einem Krüppelwalm.
In der linken Hauptansicht (an der Bernhard-Voss-Straße) steht rechts ein Seitenrisalit mit einem Krüppelwalm, im Giebel ebenfalls ein kleineres Fenster zur Belichtung des Dachgeschosses. Über der Rücklage rechts findet sich im Dach eine verblechte Rundbogengaube.
Die glatt verputzten Fassaden werden durch horizontale Putzbänder gegliedert. Die Rechteckfenster von unterschiedlichen Breiten, Im Obergeschoss der Risalite auch als Zwillingsfenster ausgebildet, werden durch profilierte Sandsteingewände eingefasst.
Die Einfriedung besteht aus Lanzettzaunfeldern, die zwischen aufwendig bossierten Sandsteinpfeilern mit Abdeckplatte aufgehängt sind. Der ganze Zaun steht auf einer ebenfalls bossierten Sandstein-Sockelreihe.

## Geschichte
Der Kötzschenbrodaer Bauunternehmer Friedrich Ernst Kießling beantragte im März 1896 den Bau einer Villa, auszuführen durch seinen Sohn, den Baumeister Ernst Kießling. Im Dezember selben Jahres baten die Kießlings bei der Amtshauptmannschaft in Dresden um Baurevision, die dann im März 1897 erfolgte.
Im Jahr 1902 ließ sich die Eigentümerin Gertrud Woller durch den Dresdner Baumeister Otto Foerster die hölzerne Veranda zu einer massiven Veranda im Stil deutscher Spätrenaissance umbauen. Ein weiterer Umbau der zweigeschossigen Veranda erfolgte 1930: Das Obergeschoss der Veranda wurde beseitigt und zu einem Austritt aus dem Obergeschoss des Hauses umgewandelt. Zudem wurde sie stilistisch vereinfacht.
Ein innerer Umbau der Villa erfolgte 1952, wohl zu einer Mietvilla.